# Szent Anasztáz
Szent Anasztáz (Ray, 6. század – Ruszáfa, 628. január 22.) szentként tisztelt perzsa vértanú.

## Élete
Perzsa mágus volt, és a II. Huszrau szászánida király által zsákmányolt jeruzsálemi szent ereklyék keltették fel az érdeklődését a kereszténység iránt. Ő maga is keresztény, amiért börtönbe vetették, majd kivégezték.

## Szent és ereklyék

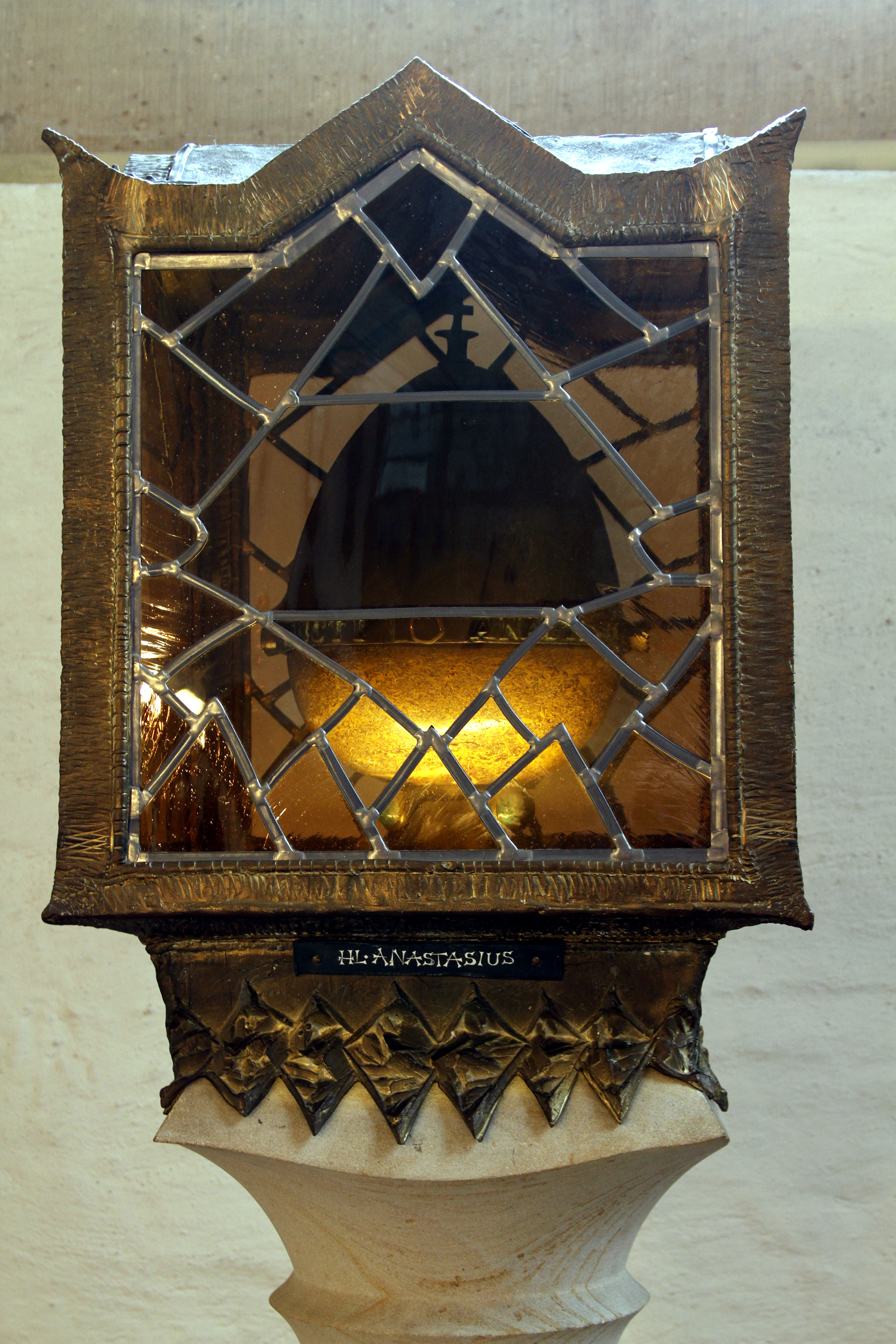
Fejereklyetartó a speyeri dómban

Ereklyéit először a betsaloei Sergios kolostorba vitték, majd 631-ben Jeruzsálembe helyezték ad. Holttestét állítólag I. Honorius Konstantinápolyba, majd Beda Venerabilis szerint Rómába szállította. III. Henrik német-római császár 1047-ben hozta a fejet Rómából a speyeri dómba. 